# گمینا شچاوین کوشچیلنه
گمینا شچاوین کوشچیلنه (به لهستانی:  Gmina Szczawin Kościelny) یک گمینا در لهستان است که در شهرستان گوستنگن واقع شده‌است. گمینا شچاوین کوشچیلنه ۱۲۷٫۱۴ کیلومتر مربع مساحت و ۵٬۱۸۱ نفر جمعیت دارد.